# Enric Torra
Enric Torra i Pòrtulas (Fornells de la Selva, 16 mars 1910 – Arenys de Mar, 4 août 2003) est un pianiste et compositeur espagnol.

## Biographie
Enric Torra reçoit ses premières notions de musique de son père, puis il suit des études de piano avec Francisco Casellas, et enfin avec Frank Marshall (1924-1928). Avec Alicia de Larrocha et Rose Sabater, il est considéré comme le pianiste le plus doué de son école. Pendant les dix années qui suivent, il enseigne le piano à l'Académie Marshall de Barcelone. Dès 1927, il réside à Mataró, ville où se développe sa carrière professionnelle et d'enseignement. Avec le quintette avec clavier, il a joué des musiques de films, jusqu'à l'avènement du film sonorisé, et dans les salles de bal et concert, également en salles de danse et de concert. Dans les années 1930, il entame une intense activité de concertiste, centrée en Catalogne. Avec son ample répertoire, tant classique que romantique, de musique nationaliste, il excellait dans l'interprétation de Bach, Beethoven, Schumann, Chopin et Debussy et plus particulièrement comme interprète de Granados, Falla et Albéniz. 
En tant que compositeur, il faut mentionner onze symphonies, desquelles la plus importante « Los Ángeles » (1981), un concert pour piano et orchestre (1964), l'ambitieux opéra Burriac (1991-97), des compositions de chambre : Costa Brava (1947), Majorque (1949) ou Maresme floral  (1950), Un minuto de oración (1957), beaucoup d'entre elles adaptées à partir de pièces pour piano, instrument pour lequel il a composé, entre autres, Sonata evocadora (1939) et Variaciones ampurdanesas (1951). Il a composé aussi des cycles de mélodies (Cinco canciones del corazón, 1927 ; Punsolenques, 1949; Cinco canciones amatorias, 1964), des œuvres chorales (Colección espiritual, 1945; Catalanas, 1951 ; La Cruz del Canigó (1953), Poemas corales, 1978), des pièces inspirées dans le folklore catalan (Ballets del Maresme, 1963; El riesgo del pastor, 1971), ainsi qu'un grand nombre de sardanes. Il a écrit la musique pour La Pasión (1943) et pratiquement la totalité des fameux Pastorets de Mataró (1941). Pédagogue, il est auteur de Método español de piano (1951) et de Método Musical Escolar (1970). Il a été chef d'orchestre et chef de chœurs et exercé la critique musicale et l'enseignement.